# Manhercz Krisztián
Manhercz Krisztián Péter (Budapest, 1997. február 6. –) olimpiai bronzérmes, világ- és Európa-bajnok magyar vízilabdázó, olimpikon.

## Pályafutása
Családjával Pilisvörösváron él.
Általános és középiskolába Pilisvörösváron járt, az érettségi vizsgát Szegeden tette le. Jelenleg a Budapesti Metropolitan Egyetem kereskedelem és marketing szakos hallgatója.
Az Akarat DSE-ben tanult meg úszni, négyéves korában, majd a Széchy SE-ben versenyzett. Kilencéves korában kezdett vízilabdázni a Csapó Gábor, Faragó Tamás nevével fémjelzett Pólósuliban, majd a Vasasban folytatta. 2014-től 2017-ig a Contitech Szeged Diapolo felnőtt csapatában játszott, majd 1 évet töltött a Ferencvárosban, amellyel magyar bajnokságot nyert. 2018 óta az OSC színeiben vízilabdázik.
2012-ben lett a dr. Horkai György vezette utánpótlás válogatott tagja, 2014-ben kapott először meghívót Benedek Tibortól a felnőtt válogatottba. 
2020-ban Európa-bajnok, 2021-ben olimpiai bronzérmes lett a válogatottal. 2023 nyarán a nemzeti csapat tagjaként világbajnokságot nyert Fukuokában. 2024 nyarán hosszabb idő elteltével ismét a Ferencváros játékosa lett.

## Eredményei
Forrás:
klubcsapattal
- Magyar bajnokság
  - aranyérmes: 2018, 2025
  - ezüstérmes: 2019, 2021
- Magyar kupa:
  - aranyérmes: 2024
  - második: 2019
- Bajnokok Ligája
  - aranyérmes: 2025
- LEN-Európa-kupa
  - második: 2021[7]

válogatottal
- olimpiai játékok
  - bronzérmes: 2021
  - 4. hely: 2024
  - 5. hely: 2016
- Világbajnokság
  - aranyérmes: 2023
  - ezüstérmes: 2017, 2025
- Európa-bajnokság
  - aranyérmes: 2020
  - ezüstérmes: 2022
  - bronzérmes: 2016[8]
- Junior világbajnokság
  - bronzérmes: 2015
  - 4. hely: 2013, 2017
- Junior Európa-bajnokság
  - ezüstérmes: 2014
- Ifjúsági világbajnokság
  - aranyérmes: 2014
  - ezüstérmes: 2012
- Ifjúsági Európa-bajnokság
  - 4. hely 2013

## Díjai, elismerései
- Szalay Iván-díj (2013)
- A Junior világbajnokság All Star csapatának tagja (2014)[9]
- Pilisvörösvárért emlékérem (2016)
- Az U20-as vb gólkirálya és MVP-je (2017)
- Magyar Arany Érdemkereszt (2021)[10]
- Az év magyar vízilabdázója (2021[11])
- Bajnokok Ligája döntő MVP: 2025

## Magánélete
Felesége Mosonyi Boglárka jogász, akivel 2023 augusztusában kötött házasságot. Gyermekük, Jázmin, 2024 májusában született.